# بخش مرکزی شهرستان جلفا
بخش مرکزی شهرستان جلفا یکی از بخش‌های تابعه شهرستان جلفا در استان آذربایجان شرقی در شمال غربی ایران است.

## تقسیمات کشوری
- بخش مرکزی شهرستان جلفا 
  - دهستان شجاع
  - دهستان ارسی
  - دهستان داران

شهرها: جلفا ، هادیشهر

## جمعیت
بنابر سرشماری مرکز آمار ایران، جمعیت  بخش مرکزی شهرستان جلفا  در سال ۱۳۸۵ برابر با ۴۴۸۲۹ نفر بوده است.